# Lidschatten

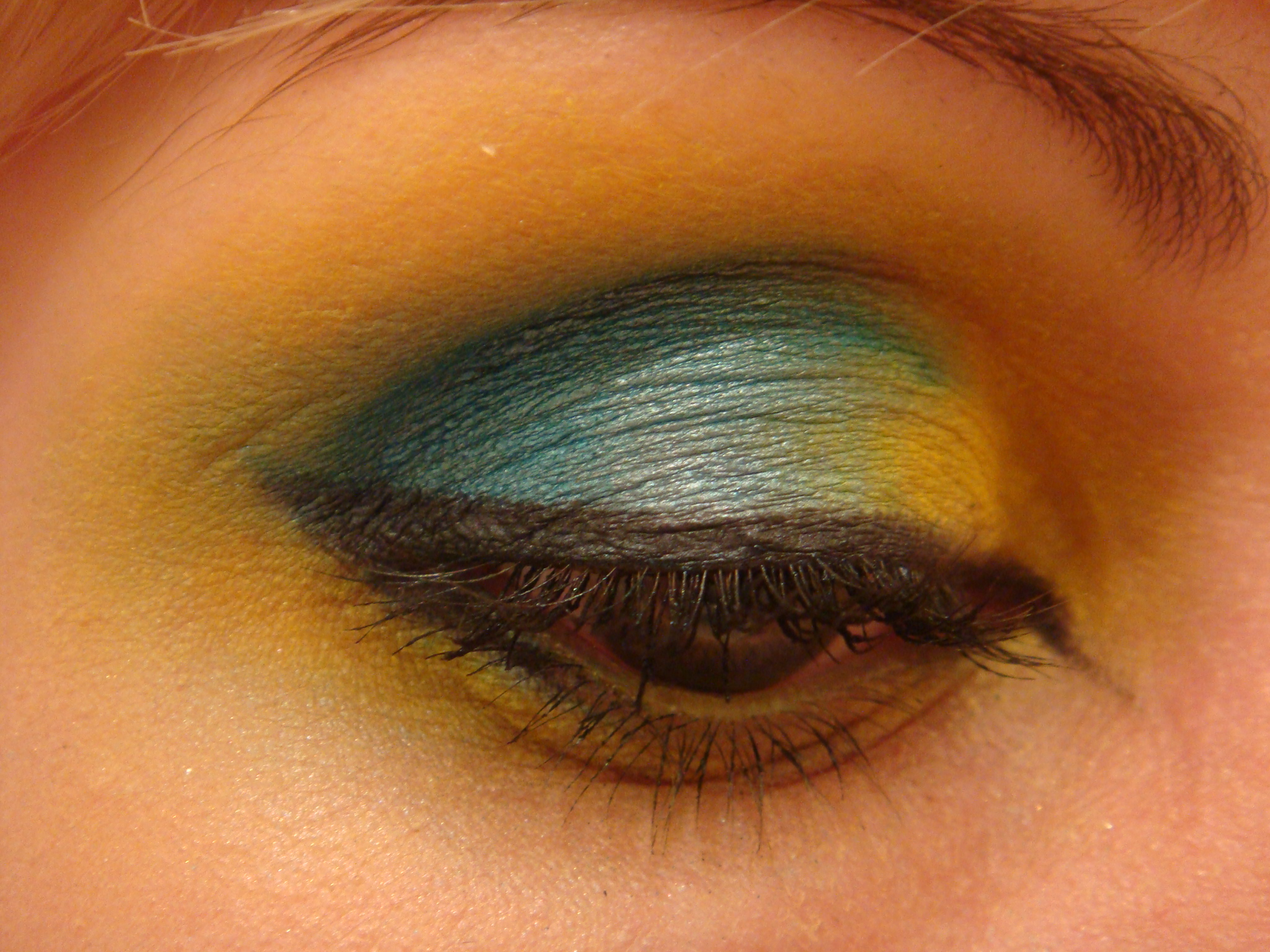
Auge mit blauem und gelbem Lidschatten sowie schwarzem Kajal

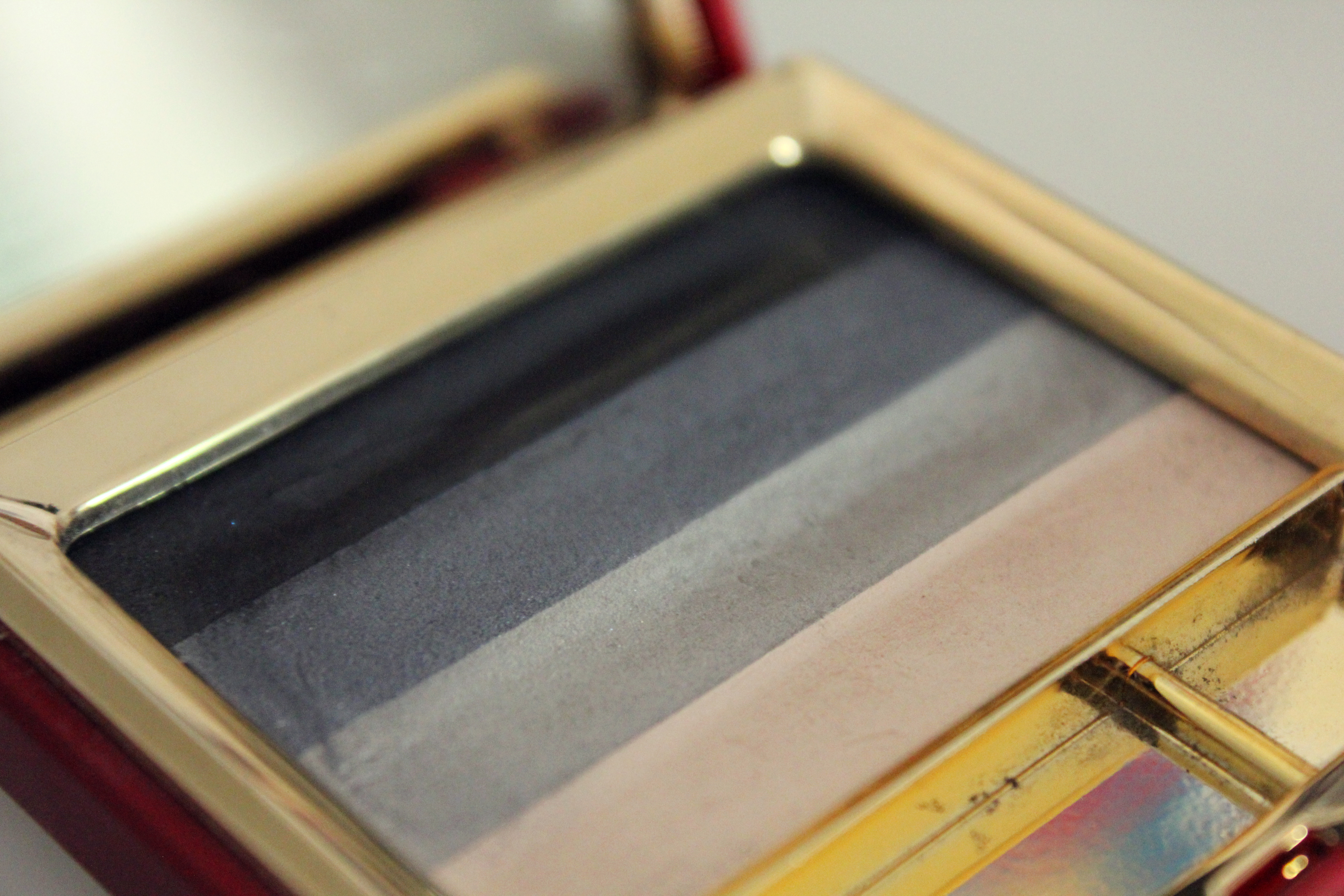
Puder-Lidschatten

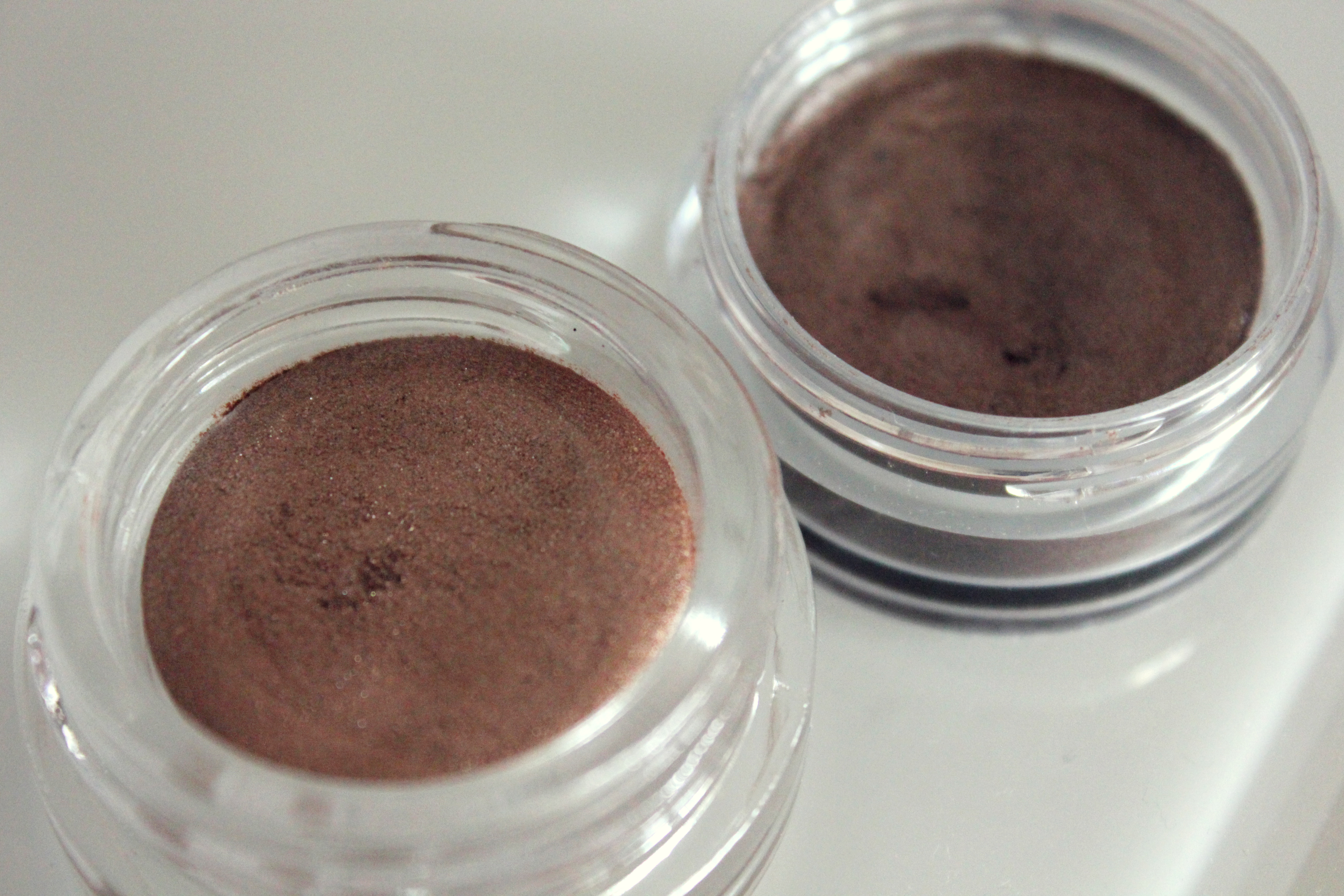
Creme-Lidschatten

Lidschatten ist auf die Augenlider aufgetragene Schminke. Meistens wird der Lidschatten mit kleinen Pinseln oder speziellen „Applikatoren“ aufgetragen. Daneben gibt es auch neuere Entwicklungen wie flüssigen oder cremigen Lidschatten, der auch direkt mit Lidschattenstiften, die ähnlich wie Lippenstifte funktionieren, aufgetragen werden kann.

## Funktion
Der Lidschatten dient dazu, den Ausdruck der Augen zu verändern, um bestimmte Signale auszusenden oder Ausdrucksschwächen zu beheben.
Mit Lidschatten kann durch entsprechende Farbgebung die Augenpartie zur Erhöhung der erotischen Ausstrahlung optisch vergrößert erscheinen.
Da die Augen wesentlich dabei helfen, unter den Mitmenschen bestimmte Einzelne zu erkennen, kann ein zu rituellen oder anderen Zwecken aufgetragener Lidschatten dazu beitragen, die Identität zu verschleiern.
Lidschatten kann auch anstelle von Eyeliner oder Kajal dazu verwendet werden, um den Lidstrich zu ziehen. Dafür wird ein meistens dunkler Lidschatten entlang des oberen (und teilweise auch unteren) Wimpernkranzes mit einem feinen Pinsel aufgetragen. Im Vergleich mit einem per Eyeliner gezogenen Lidstrich wirkt ein solcher Lidstrich wesentlich weicher und verstärkt in manchen Fällen den gewünschten Smokey-Eyes-Effekt.

## Geschichte
Die Augen dürften, da sie wesentlicher Träger der nonverbalen Kommunikation sind, von Urzeiten an bei fast allen Völkern im Hinblick auf das Bemalen des Körpers besonders beachtet worden sein.
Sowohl Frauen als auch Männer benutzten Khol (Kajal) für Lider, Wimpern und Augenbrauen. Khol galt dabei nicht nur als Kosmetik-Artikel, sondern auch als Schutz gegen Augenentzündungen.
Zerriebener Malachit diente bereits im Nubien der Kupfersteinzeit als Lidschatten.
Wie generell die Kultur der Kosmetik des alten Ägyptens, so ist namentlich auch die damalige Geschichte des Schminkens der Augen bis hinein in Einzelheiten dokumentiert. Für den Auftrag von Augenschminke wurden Galenit, Henna sowie Malachit-Erz verarbeitet. Die Erze wurden zu Pulver zermahlen und mit etwas Tierfett vermengt.

## Regelungen in Deutschland
Lidschatten gehören zu den kosmetischen Mitteln. Sie bilden als Teil der Augenpflege zusammen mit Gesichts-Make-up, Lippen- und Nagelpflegemitteln das Segment der dekorativen Kosmetik. Reinheitsanforderungen an die Farbstoffe werden durch die Farbstoffkommission der Deutschen Forschungsgemeinschaft sowie durch die Kosmetikrichtlinie festgelegt.

## Haltbarkeit
In der Regel ist Lidschatten mindestens 24 Monate haltbar. Ein entsprechendes Haltbarkeitsdatum sollte dennoch auf den jeweiligen Produkten vom Hersteller vermerkt sein. „12 M“ steht dabei für 12 Monate, angefangen an dem Tag, an dem das kosmetische Mittel geöffnet wurde. Das Haltbarkeitsdatum stellt jedoch nur eine von Dermatologen empfohlene Richtlinie dar. Der Applikator, mit dem Lidschatten auf das Augenlid aufgetragen wird, sollte regelmäßig in kurzen Abständen gereinigt werden.